# Назаренко-Кійвікас Наталія Миколаївна
Наталія Миколаївна Назаренко-Кійвікас (* 1 березня 1978, Київ) — українська спортсменка, абсолютна чемпіонка світу 2013 року з фітнесу. Проживає в Таллінні (Естонія).

## Життєпис
2000 року закінчила київський Слов'янський університет, у 2004—2009 рр. навчалася та успішно закінчила Київський університет фізичного виховання та спорту.
2003 року зайняла друге місце на чемпіонаті Києва та України з фітнесу. Протягом 2004—2005 років ставала чемпіонкою Києва та України. 2004 року зайняла третє місце на турнірі в литовському Друскінінкаї «Містер та місіс Балтії». У 2005 році зайняла четверте місце на Чемпіонаті Європи по фітнесу у Ялті, на Чемпіонаті світу в Санта-Сусанні (Іспанія) — сьоме місце. У 2006, 2008 та 2011 роках ставала чемпіонкою Естонії.
2006 року зайняла четверте місце на Чемпіонаті Європи у іспанському Вітербо. 2008 року на Чемпіонаті світу в іспанській Санта-Сусанні займає п'яте місце. 2009 року посіла третю сходинку на Чемпіонаті Європи в Братіславі; того ж року- четверта на Всесвітніх іграх в тайванському місті Каошінг.
У 2009, 2010 та 2011 роках — чемпіонка Baltic Match.
2010 року посіла друге місце на Чемпіонаті Європі у місті Новий Сад, того ж року на Чемпіонаті світу в Тлалнепантла (Мексика) — четверта. 2011 року стала Чемпіонкою Європи та абсолютною Чемпіонкою Європи з фітнесу на змаганнях в російській Тюмені.
15 вересня 2013 року Наталія Назаренко стала абсолютною чемпіонкою світу з фітнесу.
Одружена, 2007 року народила дочку Емілію.